# Inondazione di Verona del 1882
L'inondazione di Verona del 1882 fu una inondazione del fiume Adige che colpì la città nel settembre del 1882. Fu una delle più devastanti piene del fiume e causò numerosi danni e vittime. A seguito di ciò Verona iniziò, pochi anni più tardi, la costruzione di alti muraglioni come argine.

## Precedenti inondazioni della città
Verona ha certamente tratto grandi vantaggi dalla sua posizione nell'ansa del fiume, ma ha subito anche grosse distruzioni a causa delle sue piene. Paolo Diacono e papa Gregorio I raccontano la disastrosa alluvione del 17 ottobre 589 che sommerse la città e distrusse parte delle mura cittadine.
Sulla facciata della Chiesa di Santo Stefano troviamo un graffito che ricorda la piena del 1195, su un affresco a San Zeno il ricordo di quella del 1239.
Successivamente si ricordano altre piene nel 1512 e 1568. Nel XIX secolo l'Adige straripò anche nel 1835 e 1868 fino ad arrivare alla più devastante piena, quella del 1882.

## Cronaca dell'inondazione
Già dai primi giorni di settembre 1882, il livello dell'acqua dell'Adige andava ad aumentare sempre di più a causa delle abbondanti piogge. I venti caldi che soffiavano sulle montagne, inoltre, sciolsero le precoci nevicate che si erano avute. I molinari e residenti sulle case in riva al fiume perciò furono preparati ad affrontare la piena ma non la portata che questa avrebbe avuto. Si provvide infatti a rinforzare gli ormeggi a San Lorenzo, ai Filippini, in via Sottoriva e nelle altre zone più esposte, si utilizzarono anche paratoie a protezione di porte e finestre dei piani terra.
Tra le cause della violenta piena, le modifiche del tracciato del fiume in territorio trentino, realizzati durante la costruzione della ferrovia del Brennero, e la sistemazione di molti torrenti che aumentarono la velocità dell'onda di piena. Si parlò anche di lavori agricoli che avevano modificato l'idrografia del fiume a monte della città.

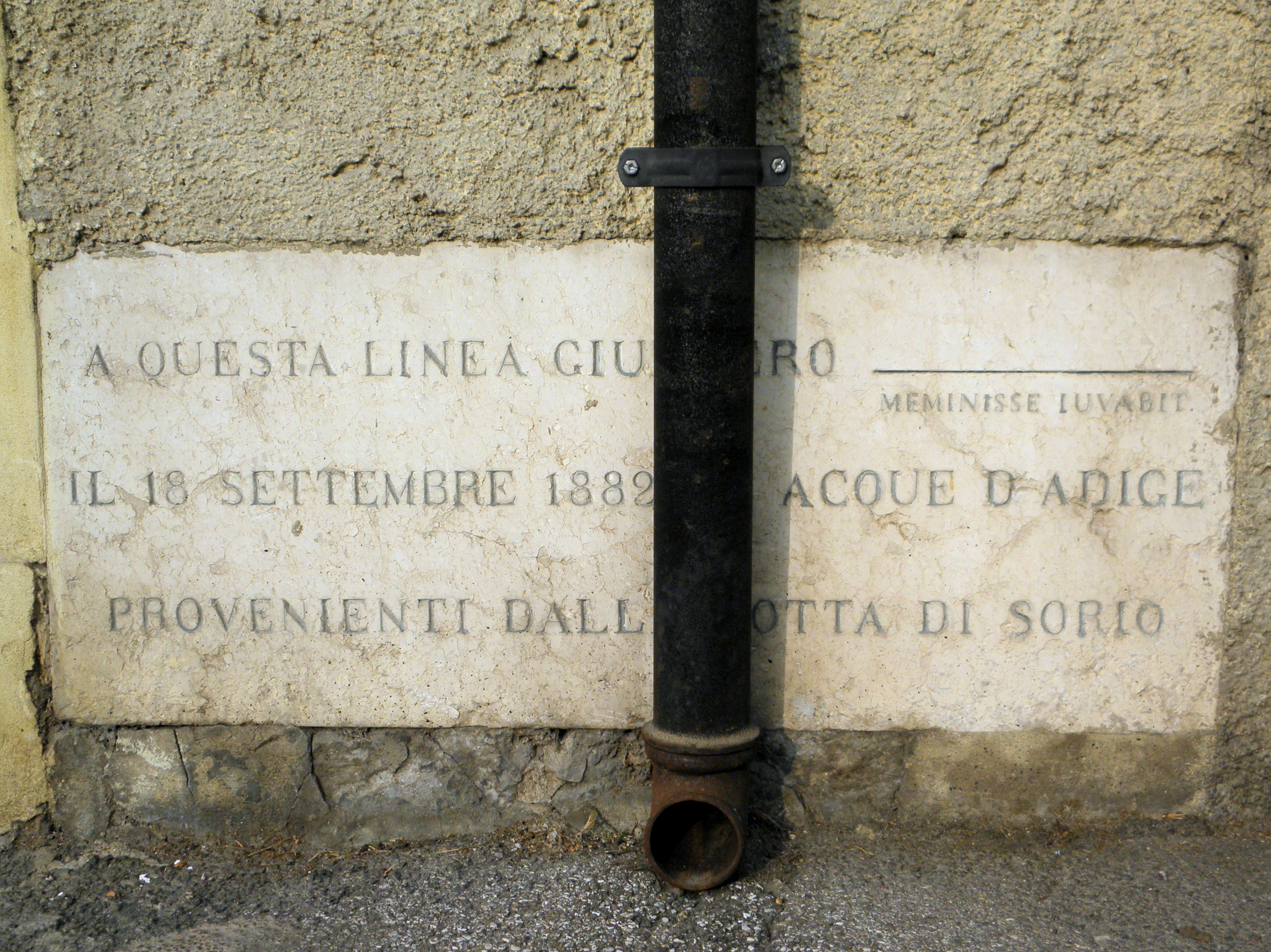
Santa Maria, frazione di Zevio: lapide a memoria del livello raggiunto dalle acque alluvionali dell'Adige a seguito della rotta di Sorio del 18 settembre 1882 posta vicino al portale di servizio della palazzina storica sita al numero 50 di via I Maggio.

Il 14 settembre fu il giorno più pauroso. Molti molini ruppero le catene con cui erano stati precedentemente assicurati e furono trascinati dalla corrente. Uno andò a schiantarsi contro il Ponte Nuovo, abbattendolo.
Il 17 settembre oltre i due terzi di Verona erano sommersi dall'acqua; le barche non riuscivano nemmeno a passare sotto gli archi di porta Borsari. A Ponte Pietra l'acqua aveva raggiunto l'altezza di 4 metri e 50 sul segnale di guardia, mentre la stima della velocità della corrente era di 20 km/h.
Immediata e fondamentale la mobilitazione dell'esercito che arrivò con mezzi da sbarco e reparti del genio militare fin da Legnago e Peschiera del Garda. La città si trovò avvolta nel buio, molte persone erano rimaste isolate e alcune case crollate. Nella zona di Piazza Isolo, 11 abitanti erano morti nel crollo della loro abitazione.
Il 27 settembre la città fu visitata dal re Umberto I, giunto da Roma per rendersi conto della catastrofe e per portare conforto ai veronesi.

## I danni
La conta dei danni fu pesantissima. I più appariscenti possono così essere riassunti
| Abitazioni |
| --- |
| - 10 completamente distrutte - 29 diroccate - 82 lesionate gravemente - 112 lesionate - 75 sgomberate - 114 in attesa di impellenti restauri          |
| Ponti |
| - Ponte Nuovo distrutto - Ponte Navi pericolante e quindi chiuso - Ponte Aleardi completamente travolto e distrutto                                   |
| Infrastrutture industriali |
| - 20 molini (su 50 esistenti) distrutti o dispersi dalla corrente - 27 ruote idrofore distrutte - Opifici della zona industriale dell'Isolo distrutti |

Opifici distrutti nella zona industriale dell'Isolo

Anche la tipografia del giornale l'Arena fu alluvionata e dovette sospendere le pubblicazioni per qualche giorno.
La città, dopo il ritiro delle acque, era sommersa da fango e altri sedimenti ad altezza uomo. Subito iniziarono i lavori per far tornare le cose alla normalità. Nonostante si pensasse ad anni di lavoro o addirittura si mettesse in dubbio la sopravvivenza finale della città, si riuscì in tempi relativamente brevi a porre rimedio.
Tali lavori di sistemazione della città culmineranno con la messa in sicurezza dell'Adige grazie all'interramento del Canale dell'Acqua Morta e alla costruzione di muraglioni come argine del fiume.